# Annemarie Heite
Annemarie Heite (Meppel, 1 november 1970) is een Nederlands politica voor Nieuw Sociaal Contract.
Heite studeerde Communicatiekunde aan de Rijksuniversiteit Groningen.
In 2010 werd Heite gekozen tot gemeenteraadslid voor Gemeentebelangen in Bedum, later werd ze fractievoorzitter. In 2022 werd ze manager personeelszaken bij de Nationaal Coördinator Groningen en een jaar later manager communicatie.
Sinds 4 juli 2024 is ze lid van de Tweede Kamer namens NSC. Ze volgde Caspar Veldkamp op, nadat hij was benoemd als minister van Buitenlandse Zaken in het kabinet-Schoof Ze kwam in het nieuws vanwege een tweet op X, vlak voor de verkiezingen in november 2023, waarin ze opriep om op NSC te stemmen en er niet 'geflirt' zou moeten worden met de PVV.
Op vrijdag 6 december 2024 verklaarde ze achter het besluit te staan om het gasveld bij Warffum open te laten, hoewel ze eerder voor de sluiting van álle gasvelden in Groningen pleitte.
In juni 2025 heeft Heite via X laten weten zich niet kandidaat te zullen stellen voor de Tweede Kamerverkiezingen van 29 oktober 2025.

## Persoonlijk
Heite is gehuwd en heeft twee dochters.